# Claire Donahue
Claire Christine Donahue (Dallas, 12 gennaio 1989) è un'ex nuotatrice statunitense.

## Palmarès
- Olimpiadi

Londra 2012: oro nella 4x100m misti.
- Mondiali

Barcellona 2013: oro nella 4x100m misti
- Mondiali in vasca corta

Istanbul 2012: bronzo nella 4x100m misti.
Doha 2014: argento nella 4x50m misti.
- Giochi panamericani

Guadalajara 2011: oro nei 100m farfalla e nella 4x100m misti.